# Robot (Doctor Who)
Pour les articles homonymes, voir Robot (homonymie).
Robot (Robot) est le soixante-quinzième épisode de la première série de la série télévisée britannique de science-fiction Doctor Who, diffusé pour la première fois en quatre parties hebdomadaires du 28 décembre 1974 au 18 janvier 1975. Premier épisode de la douzième saison, il présente pour la toute première fois Tom Baker dans le rôle du Docteur, qui outre Sarah Jane Smith (interprétée par Elisabeth Sladen) se voit adjoindre un nouveau compagnon en la personne de Harry Sullivan (Ian Marter).

## Accroche
Alors qu'il vient à peine de se régénérer, le Docteur tente de fausser compagnie à UNIT et de quitter la terre à bord de son fidèle TARDIS. Mais le Brigadier Lethbridge-Stewart et Sarah Jane Smith parviennent à le convaincre de rester afin de les aider à enquêter sur le vol de documents top-secrets. Les premières pistes les mènent rapidement à un institut de recherche scientifique, qui abrite une bien étrange machine...

## Distribution
- Tom Baker (VF : Jacques Ferrière) — Le Docteur
- Ian Marter (VF : Maurice Sarfati) — Harry Sullivan
- Elisabeth Sladen (VF : Nadine Delanoe) — Sarah Jane Smith
- Nicholas Courtney — Brigadier Lethbridge-Stewart
- John Levene — Sergent Benton
- Edward Burnham — Professor Kettlewell
- Patricia Maynard — Hilda Winters
- Alec Linstead — Arnold Jellicoe
- Michael Kilgarriff — Le Robot

## Résumé
Après s'être régénéré, le Docteur devient incohérent avant de finalement s'effondrer, inconscient, sous les yeux de Sarah Jane Smith et du Brigadier Lethbridge-Stewart. Ce dernier charge le lieutenant Harry Sullivan de veiller sur lui à l'infirmerie. Mais le Docteur se réveille, échappe à la vigilance de Sullivan et tente de s'esquiver à bord du TARDIS. Cependant, le Brigadier et Sarah Jane l'arrêtent et parviennent à le convaincre de les aider à enquêter sur le vol des plans d'un fusil désintégrateur survenu quelques heures plus tôt. Le Brigadier conduit le Docteur sur les lieux du cambriolage, un centre de recherche avancée du Ministère de la Défense. Le Docteur y observe des fleurs écrasées, et trouve une étrange empreinte rectangulaire. Les soldats de UNIT sont alors chargés de transformer en véritable forteresse une usine où se trouvent des pièces nécessaires à la fabrication du fusil, mais le voleur parvient à tromper leur vigilance en creusant un tunnel directement sous la chambre forte où les pièces sont stockées.
Pendant ce temps, Sarah Jane Smith enquête au National Institute for Advanced Scientific Research (Institut National pour la Recherche Scientifique de Pointe), plus communément baptisé « Think Tank ». Sur place, elle découvre que la directrice Hilda Winters et son assistant Arnold Jellicoe travaillent sur un prototype expérimental de robot K1, censé assister les humains dans des tâches dangereuses en milieu hostile, originellement conçu par le Professeur Kettlewell qui a récemment claqué la porte du Think Tank pour se consacrer à la recherche sur les énergies alternatives. Interrogé par Sarah Jane, Kettlewell confirme, mais ajoute qu'il a ordonné la destruction du robot avant son départ du Centre, ayant jugé que ses facultés cognitives se développaient trop rapidement. Il ajoute que ni Winters, ni Jellicoe ou qui que ce soit au Think Tank n'a les connaissances requises pour le programmer correctement, et que s'ils ont essayé ils l'ont sans doute conduit au bord de la folie. Sarah Jane éprouve de la sympathie pour ce robot au comportement étrangement humain, mais un peu plus tard celui-ci fait irruption au domicile de Kettlewell et essaie de le tuer. Heureusement, le Docteur, Sarah Jane et UNIT arrivent à temps, et le robot, visiblement perturbé, est mis en fuite.
Pour UNIT, la culpabilité du robot ne fait désormais plus aucun doute dans l'affaire des plans du fusil désintégrateur. Mais Winters et Jellicoe en sont déjà à la phase suivante de leur plan: ils chargent le robot K1 de tuer un membre du gouvernement, le désignant comme « ennemi de l'humanité », et de voler des papiers dans son coffre-fort à l'aide du fusil désintégrateur désormais opérationnel. Lorsque UNIT s'en aperçoit, le Brigadier explique que les papiers en question sont en fait les codes de lancement des armes nucléaires des principales nations du monde, confiés à la Grande-Bretagne en sa qualité d'état neutre. Dans le même temps, l'enquête démontre que la majorité des membres du Think Tank (dont sa directrice et l'assistant de celle-ci) sont membres d'une société secrète, la SRS (Scientific Reform Society, ou « Société pour la Révolution Scientifique »), qui a pour but de mettre des scientifiques à la tête du monde à la place des gouvernements, estimant que seules des « têtes pensantes » peuvent diriger le monde de façon cohérente. Une réunion de la SRS devant avoir lieu le soir-même, les membres de UNIT se préparent à intervenir, tandis que Sarah Jane, apprenant que Kettlewell en est membre, lui demande de l'aider à infiltrer la réunion.
Mais une fois sur place rien ne se passe comme prévu: stupéfaite, Sarah Jane découvre que le Professeur était en fait le cerveau de la bande: membre dirigeant de la SRS, il a lui-même reconstruit le robot avec Winters et Jellicoe pour obtenir les codes de lancement et faire pression sur les gouvernements du monde. Néanmoins, lorsque K1 découvre Sarah Jane et que Winters lui ordonne de tuer la compagne du Docteur, Kettlewell commence à réaliser que Winters est bien plus dangereuse que ce qu'il pensait. Lui ne souhaitait aucun mal à Sarah Jane. Ce qui ne l'empêche pas de fuir avec Winters, Jellicoe et le robot qui ont pris la jeune femme en otage. Harry Sullivan, qui avait infiltré le Think Tank sous couverture d'expert médical, les voit pénétrer dans un bunker et parvient à prévenir UNIT avant d'être capturé à son tour.
Winters envoie une liste d'exigences aux gouvernements et leur donne un délai de trente minutes pour s'y soumettre, prévenant que s'ils refusent ce sera l'holocauste nucléaire. Kettlewell hésite à lui obéir, il ne pensait pas que le plan irait aussi loin et, dans la confusion qui s'ensuit, Sarah Jane et Harry parviennent à s'échapper. Néanmoins, Winters charge le robot de les empêcher de fuir mais, gravement perturbé, celui-ci tue le Professeur Kettlewell, son créateur, à l'aide du fusil désintégrateur. Prostré après avoir tué son « père », il s'effondre et semble désactivé mais, alors que UNIT et le Docteur arrêtent le compte à rebours et emmènent Winters et Jellicoe, il se réactive et attaque les soldats. Il semble néanmoins vouloir protéger Sarah Jane (qui avait éprouvé de la compassion pour lui), et le Docteur conclut à un complexe d'Œdipe. UNIT tente alors d'utiliser une copie du désintégrateur contre le robot, mais le résultat n'est pas celui escompté: K1 absorbe la décharge et sa taille s'en retrouve décuplée, ainsi que la menace qu'il représente. Le Docteur réalise que cet événement est dû au fait que le robot est fait d'un métal particulier, en quelque sorte vivant. Il se souvient alors avoir lu quelque chose dans les notes du défunt Kettlewell, à propos d'un virus susceptible de l'altérer. Il se rue au laboratoire du Professeur, parvient à fabriquer le virus et, à bord de sa voiture, Bessie, se précipite sur le robot et lui inocule le virus. K1 régresse à sa taille d'origine, avant de finalement disparaître.
De retour au QG de  UNIT, Sarah Jane est attristée par la disparition du robot. Le Docteur lui propose de lui remonter le moral en l'emmenant faire un tour avec le TARDIS, et invite Harry Sullivan à se joindre à eux. Le Brigadier, qui venait leur annoncer qu'ils étaient tous invités à dîner au palais de Buckingham pour fêter la victoire, arrive au moment où le TARDIS se dématérialise; fataliste, il en conclut que le dîner sera sans doute retardé.

### Continuité
- Le début de l'épisode (la « mort » du Docteur et sa régénération) s'inscrit en tant que suite immédiate des événements de la fin de l'épisode précédent, Planet of the Spiders. Plus généralement, cet épisode et les suivants jusqu'à Terror of the Zygons inclus s'enchaînent sans temps mort, chacun reprenant immédiatement là où le précédent s'arrête.
- Dans un état de confusion mentale à la suite de sa récente régénération, le Docteur énonce quelques phrases incohérentes, notamment « Le Brontosaure est gros, et calme... et stupide ». Cette phrase est directement tirée de l'épisode 71, Invasion of the Dinosaurs, où le Docteur (alors dans sa troisième incarnation) disait mot pour mot la même chose au Brigadier Lethbridge-Stewart. Il dit aussi « Les Sontariens pervertissent le cours de l'histoire humaine » chose qu'il avait aussi dit dans The Time Warrior.
- Toujours après sa régénération, le Docteur retrouve la clé du TARDIS cachée dans sa chaussure ; exactement comme après sa précédente régénération dans Spearhead from Space.
- Bien que cet épisode marque la première apparition du personnage de Harry Sullivan à l'écran, son nom avait déjà été mentionné dans l'épisode précédent Planet of the Spiders, où le Brigadier Lethbridge-Stewart lui téléphonait pour qu'il apporte une assistance médicale au Docteur.
- Cet épisode marque l'avant-dernière apparition de Bessie, la voiture du Docteur, qu'on ne reverra plus qu'une seule fois dans The Five Doctors, épisode spécial sorti en 1983.
- Des éléments de cette histoire seront repris dans un livre audio de Big Finish Productions intitulé The Relics of Jegg-Sau : on y découvre que les plans du robot du Professeur Kettlewell refont surface au XXVIe siècle - et bien sûr une fois de plus, les robots y deviennent fous. Dans un autre livre audio, mais cette fois rattaché à la série The Sarah Jane Adventures, Sarah Jane Smith sera amenée à recroiser la route de Miss Winters, l'antipathique directrice du « Think Tank », toujours interprétée par Patricia Maynard.
- On voit apparaître la friandise préférée du 4e Docteur, les Jelly Baby, des petits anges en gelées, assez répandus en Angleterre. Il trouve aussi dans ses poches un papier disant « liberté sur la ville de Skaro », une licence de pilote entre Mars et Venus (« The Time Monster ») et une carte de membre honoraire du club de tennis de table d'Alpha Centauri. Il explique que ce sport est difficile car sur Alpha Centauri, les gens ont six bras, ce qui est effectivement le cas dans The Curse of Peladon et The Monster of Peladon.
- Benton est promu officier à partir de cet épisode, mais faute de personnel, garde les mêmes prérogatives.